# Tournoi de clôture du championnat du Belize de football 2018
Navigation
Saison précédente Saison suivante
Le Tournoi Clausura 2018 est le seizième tournoi saisonnier disputé au Belize.
C'est cependant la 37e fois que le titre de champion du Belize est remis en jeu.
Lors de ce tournoi, le Verdes FC a tenté de conserver son titre de champion du Belize face aux sept meilleurs clubs beliziens.
Chacun des huit clubs participants était confronté deux fois aux autres équipes. Puis les quatre meilleurs se sont affrontés lors d'une phase finale à la fin de la saison.
Seulement une place pouvait être qualificative pour la Ligue de la CONCACAF.

## Les 8 clubs participants
Ce tableau présente les huit équipes qualifiées pour disputer le championnat 2017-2018 sous réserve d'abandon ou de nouvelle inscription. On y trouve le nom des clubs, le nom des stades dans lesquels ils évoluent ainsi que la capacité et la localisation de ces derniers.
| Club                           | Stade                       | Capacité | Ville       |
| Defence Force                  | Stade MCC Grounds           | 2 000    | Belize City |
| Belmopan Bandits               | Stade Isidoro Beaton        | 2 500    | Belmopan    |
| Paradise/Freedom Fighters (en) | Toledo Union Field (en)     | -        | Punta Gorda |
| Placencia Assassins (en)       | Stade Michael Ashcroft (en) | 2 000    | Mango Creek |
| Police United                  | Stade Isidoro Beaton        | 2 500    | Belmopan    |
| San Pedro Pirates FC (en)      | Stade Ambergris             | -        | San Pedro   |
| Verdes FC                      | Stade Norman Broaster       | 2 000    | San Ignacio |
| Wagiya (en)                    | Stade Carl Ramos            | 3 500    | Dangriga    |

Localisation des clubs engagés dans le championnat
| \| Defence Force Verdes FC Belmopan Bandits Police United Placencia Assassins Wagiya Paradise/Freedom Fighters San Pedro Pirates FC \| |
| Defence Force Verdes FC Belmopan Bandits Police United Placencia Assassins Wagiya Paradise/Freedom Fighters San Pedro Pirates FC       |

## Compétition
Le tournoi Clausura se déroule de la façon suivante, en deux phases :
- La phase régulière : les dix-huit journées de championnat.
- La phase finale : les matchs aller-retour allant des demi-finales à la finale.

### Phase régulière
Lors de la phase régulière les huit équipes affrontent à deux reprises les sept autres équipes selon un calendrier tiré aléatoirement.
Les quatre meilleures équipes sont qualifiées pour le second tour.
Le classement est établi sur le barème de points classique (victoire à 3 points, match nul à 1, défaite à 0).
Le départage final se fait selon les critères suivants :
- Le nombre de points.
- La différence de buts générale.
- Le nombre de buts marqué.

| Rang | Équipe                         | Pts | J  | G | N | P | Bp | Bc | Diff |
| ---- | ------------------------------ | --- | -- | - | - | - | -- | -- | ---- |
| 1    | Belmopan Bandits               | 31  | 14 | 9 | 4 | 1 | 33 | 19 | +14  |
| 2    | Verdes FC T                    | 29  | 14 | 9 | 2 | 3 | 32 | 14 | +18  |
| 3    | Defence Force                  | 20  | 14 | 6 | 2 | 6 | 26 | 18 | +8   |
| 4    | Police United                  | 20  | 14 | 6 | 2 | 6 | 26 | 28 | -2   |
| 5    | Paradise/Freedom Fighters (en) | 16  | 14 | 5 | 1 | 8 | 25 | 31 | -6   |
| 6    | San Pedro Pirates FC (en)      | 15  | 13 | 5 | 0 | 8 | 21 | 28 | -7   |
| 7    | Wagiya (en)                    | 14  | 13 | 4 | 2 | 7 | 17 | 28 | -11  |
| 8    | Placencia Assassins (en)       | 11  | 14 | 2 | 5 | 7 | 15 | 29 | -14  |

| Légende : Qualifications et relégations | Légende : Qualifications et relégations |
| --------------------------------------- | --------------------------------------- |
|                                         | Qualifié pour le second tour            |
|                                         | T Tenant du titre                       |

| Résultats (▼dom., ►ext.)                                   | Def | Belm | Fre | Pla | Pol | SPe | Ver | Wag |
| Defence Force                                              |     | 2-2  | 2-3 | 3-0 | 3-2 | 4-0 | 1-3 | 2-0 |
| Belmopan Bandits                                           | 2-1 |      | 4-2 | 3-1 | 2-1 | 3-1 | 1-1 | 1-2 |
| Paradise/Freedom Fighters (en)                             | 0-3 | 2-4  |     | 0-0 | 2-1 | 2-1 | 0-3 | 6-0 |
| Placencia Assassins (en)                                   | 1-1 | 2-2  | 3-2 |     | 2-3 | 1-0 | 0-2 | 1-4 |
| Police United                                              | 1-0 | 0-2  | 2-1 | 3-3 |     | 3-1 | 2-1 | 1-1 |
| San Pedro Pirates FC (en)                                  | 2-1 | 3-4  | 4-1 | 3-0 | 1-6 |     | 0-1 | 3-1 |
| Verdes FC                                                  | 2-1 | 1-1  | 1-2 | 2-0 | 7-1 | 1-2 |     | 3-2 |
| Wagiya (en)                                                | 0-2 | 0-2  | 3-2 | 1-1 | 2-0 | -   | 1-4 |     |
| - Victoire à domicile - Match nul - Victoire à l'extérieur |     |      |     |     |     |     |     |     |

### Classement cumulatif
| Rang | Équipe                         | Pts | J  | G  | N  | P  | Bp | Bc | Diff |
| ---- | ------------------------------ | --- | -- | -- | -- | -- | -- | -- | ---- |
| 1    | Belmopan Bandits C             | 66  | 28 | 20 | 6  | 2  | 71 | 31 | +40  |
| 2    | Verdes FC C                    | 53  | 28 | 16 | 5  | 7  | 55 | 27 | +28  |
| 3    | Defence Force                  | 44  | 28 | 13 | 5  | 10 | 46 | 33 | +13  |
| 4    | Police United                  | 43  | 28 | 13 | 4  | 11 | 55 | 53 | +2   |
| 5    | San Pedro Pirates FC (en)      | 38  | 27 | 12 | 2  | 13 | 47 | 47 | 0    |
| 6    | Wagiya (en)                    | 26  | 27 | 7  | 5  | 15 | 43 | 69 | -26  |
| 7    | Placencia Assassins (en)       | 22  | 28 | 4  | 10 | 14 | 32 | 58 | -26  |
| 8    | Paradise/Freedom Fighters (en) | 22  | 28 | 7  | 1  | 20 | 41 | 72 | -31  |

| Légende : Qualifications et relégations | Légende : Qualifications et relégations       |
| --------------------------------------- | --------------------------------------------- |
|                                         | Ligue de la CONCACAF 2018                     |
|                                         | C Vainqueur d'un des deux tournois de l'année |

### La Phase Finale
Les quatre équipes qualifiées sont réparties dans un tableau final d'après leur classement général.
En cas d'égalité sur la somme des deux matchs, c'est l'équipe ayant marqué le plus de buts à extérieur qui l'emporte puis une prolongation et une séance de tirs au but ont éventuellement lieu.

#### Tableau
|  |                  |            |               |            |                  |     |   |        |        |        |        |        |
|  | 1/2 finale       | 1/2 finale | 1/2 finale    | 1/2 finale | 1/2 finale       |     |   | Finale | Finale | Finale | Finale | Finale |
|  |                  |            |               |            |                  |     |   |        |        |        |        |        |
|  |                  |            |               |            |                  |     |   |        |        |        |        |        |
|  | Belmopan Bandits | (1)        | 2             | 1          | 0                |     |   |        |        |        |        |        |
|  | Belmopan Bandits | (1)        | 2             | 1          | 0                |     |   |        |        |        |        |        |
|  | Police United    | (4)        | 2             | 1          |                  |     |   |        |        |        |        |        |
|  | Police United    | (4)        | 2             | 1          | Belmopan Bandits | (1) | 3 | 5      | 0      |        |        |        |
|  |                  |            |               |            |                  | (1) | 3 | 5      | 0      |        |        |        |
|  |                  |            | Defence Force | (3)        | 1                | 3   |   |        |        |        |        |        |
|  | Verdes FC        | (2)        | Defence Force | (3)        | 1                | 3   | 0 | 0      |        |        |        |        |
|  | Verdes FC        | (2)        |               |            |                  |     | 0 | 0      |        |        |        |        |
|  | Defence Force    | (3)        | 2             | 0          |                  |     |   |        |        |        |        |        |
|  | Defence Force    | (3)        | 2             | 0          |                  |     |   |        |        |        |        |        |

#### Demi-finales
| Club             | Aller | Retour | Club          | Commentaire                                   |
| Belmopan Bandits | 2-2   | 1-1    | Police United | Qualifié grâce aux buts marqués à l'extérieur |
| Verdes FC        | 0-2   | 0-0    | Defence Force |                                               |

#### Finale
| Match aller | Defence Force       | 1:3 | Belmopan Bandits                                      | Stade MCC Grounds     |                       |
| 19 mai 2018 | Trimayne Harris 90e |     | Tyrone Pandy 10e · Rony Flores 42e · Jeromy James 74e | Arbitrage : Juan Alas | Arbitrage : Juan Alas |

| Match retour | Belmopan Bandits                                                                   | 5:3 | Defence Force                                    | Stade Isidoro Beaton       |                            |
| 21 mai 2018  | Buteur inconnu · Buteur inconnu · Buteur inconnu · Buteur inconnu · Buteur inconnu |     | Buteur inconnu · Buteur inconnu · Buteur inconnu | Arbitrage : Irfan Basdemir | Arbitrage : Irfan Basdemir |

## Bilan du tournoi
| Tournoi de clôture du championnat de football du Belize 2018 |                             |
| Champion                                                     | Belmopan Bandits (8e titre) |
| Dauphin                                                      | Defence Force               |
| Qualifications continentales                                 |                             |
| Ligue de la CONCACAF 2018                                    | Belmopan Bandits            |

## Statistiques

### Buteurs
| Rang | Nom | Équipe | Buts |
| 1    |     |        | -    |
| 2    |     |        | -    |
| 3    |     |        | -    |